# Do What You Do
Do What You Do is een single van Jermaine Jackson.

## Geschiedenis
Het is afkomstig van zijn album Dynamite. Op de grens van 1984 en 1985 had Jermaine Jackson een aantal hits in Nederland en België. In de Verenigde Staten werd de single eerder uitgebracht dan When the Rain Begins to Fall. In Europa was het meestentijds andersom. Op het vasteland van Europa was trouwens When the Rain Begins to Fall een zeer grote hit, terwijl dat in de VS en het Verenigd Koninkrijk niet zijn grootste hit werd.
Michael Sembello speelde bijna alle muziekinstrumenten in het nummer. In de officiële videoclip in een The Godfatherachtige setting is Jermaines tegenspeelster Iman, de vrouw van Bowie.
Op de B-kant staat Tell Me I'm Not Dreaming, een duet met Michael Jackson, dat wellicht aan de hoge verkoopcijfers heeft bijgedragen.

## Hitnotering
In de Billboard Hot 100 haalde het in twintig weken de dertiende plaats. Arista had ingezet op een nummer 1-positie. In Engeland haalde het in dertien weken een zesde plaats.

### Nederlandse Top 40
| Positie: | 29 | 17 | 11 | 5 | 5 | 4 | 4 | 8 | 11 | 17 | 30 | uit |

### NederlandseMega top 50
| Positie: | 35 | 10 | 5 | 5 | 4 | 5 | 6 | 15 | 19 | 35 | uit |

### BelgischeBRT Top 30
| Positie: | 15 | 7 | 4 | 1 | 1 | 1 | 1 | 1 | 5 | 11 | 7 | 27 | uit |

### VlaamseUltratop 50
| Positie: | 26 | 14 | 7 | 5 | 1 | 1 | 2 | 2 | 3 | 6 | 9 | 12 | 21 | 35 | uit |

### NPO Radio 2 Top 2000
Do What You Do stond alleen in 1999 in de NPO Radio 2 Top 2000, op plek 1861.